# Referensdesign
Referensdesign är en konstruktion som i första hand inte är gjord för att säljas utan mera är för att visa för andra hur en produkt kan användas eller praktiskt visa hur den fungerar.